# Herpestides
Herpestides — вимерлий рід котовидих ссавців, який жив у час раннього міоцену (22.4–20 млн років тому) Північної Африки та Південної Європи.